# Zejdu Badian
Zejdu Badian, Seydou Badian Kouyaté (ur. 10 kwietnia 1928 w Bamako, zm. 28 grudnia 2018) – malijski polityk i pisarz, tworzący w języku francuskim.
Po uzyskaniu przez Mali niepodległości w 1960 r. Badian zajął się polityką, jednak po wojskowym zamachu stanu w 1968 r. na siedem lat trafił do więzienia. Potem wyemigrował do Senegalu.
Pisał powieści i opowiadania, w których wykorzystywał rodzimą, afrykańską tradycję, nie ograniczając się jednak w wyborze materiału wyłącznie do tradycji malijskich. Napisał m.in. powieść zatytułowaną La mort de Chaka (Śmierć Czaki, 1961), poświęconą postaci zuluskiego bohatera walki o wolność.
W przekładzie na język polski ukazała się jego powieść Krwawiące maski (Le sang de masques, przekł. Leszek Kossobudzki, Warszawa 1985).
Był także autorem słów do Hymnu Mali.